# Gompa

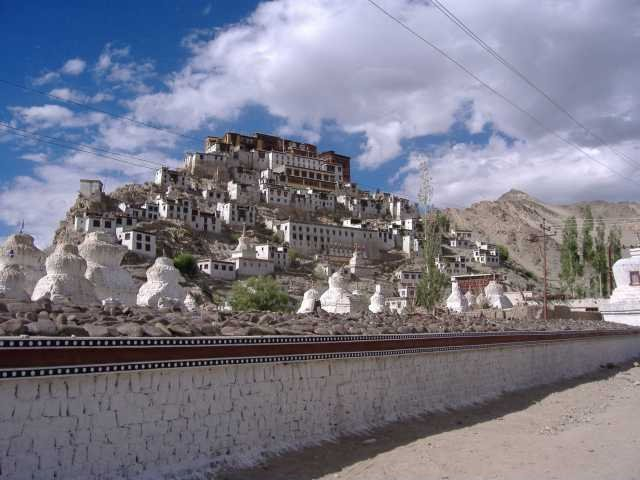
Thiske Gompa bij Leh in Ladakh is een typisch voorbeeld van een Tibetaans boeddhistisch Gompa-ontwerp

Een gompa of ling is een religieuze fortificatie die bedoeld is voor boeddhistische leer, vorming en sadhana en kan gezien worden als een samensmelting van een monniken- en nonnenklooster en theologische universiteit.
Gompa's zijn te vinden in Tibet, Ladakh (India), Nepal en Bhutan. Het ontwerp en de details van het interieur variëren van regio tot regio, hoewel ze allemaal de meetkundige vorm hebben, vergelijkbaar met het ontwerp van een mandala, met een centrale gebedsplaats waar boeddhistische murti's of thangka's zijn geplaatst en banken voor de geestelijken voor het gebed of meditatie. Hieraan zijn soms woonaccommodaties gebouwd. In een gompa zijn vaak een aantal stoepa's ondergebracht.
|  |  |